# Axel Rodrigues de Arruda
Axel Rodrigues de Arruda (sinh ngày 9 tháng 1 năm 1970) là một cầu thủ bóng đá người Brasil.

## Đội tuyển bóng đá quốc gia Brasil
Axel Rodrigues de Arruda thi đấu cho đội tuyển bóng đá quốc gia Brasil từ năm 1992.

## Thống kê sự nghiệp
| Đội tuyển bóng đá Brasil | Đội tuyển bóng đá Brasil | Đội tuyển bóng đá Brasil |
| Năm                      | Trận                     | Bàn                      |
| ------------------------ | ------------------------ | ------------------------ |
| 1992                     | 1                        | 0                        |
| Tổng cộng                | 1                        | 0                        |